# Einsatzversorgungsgesetz
Das Einsatzversorgungsgesetz (EinsatzVG) ist ein deutsches Artikelgesetz, das zum Ziel hatte, das Versorgungsrecht bei Soldaten, Beamten und sonstigen Angehörigen des Öffentlichen Dienstes, die bei Auslandseinsätzen der Bundeswehr verletzt oder verwundet wurden, den besonderen Anforderungen eines Auslandseinsatzes anzupassen.

## Inhalt
Das Gesetz beinhaltet folgende wesentliche Neuregelungen:
- Schaffung eines neuen Instituts „Einsatzversorgung“ und eines neuen Begriffs „Einsatzunfall“ in der Soldaten- und Beamtenversorgung.
- Die statusabhängig zu gewährende Einsatzversorgung umfasst grundsätzlich alle Leistungen der Dienstunfallfürsorge mit folgenden Besonderheiten:
  - Stets Gewährung der erhöhten (sog. qualifizierten) Unfallversorgung bei Einsatzunfällen und einer Minderung der Erwerbsfähigkeit von 50 %.
  - Ausgleichszahlung nach dem Soldatenversorgungsgesetz an Angehörige anderer Statusgruppen außer Berufssoldaten und Beamten.
  - Anhebung der Beträge für die einmalige Entschädigung und die einmalige Unfallentschädigung, insbesondere für hinterbliebene Ehegatten und versorgungsberechtigte Kinder für Inlands- und Auslandsunfälle.
  - Vereinfachung der Leistungsregelungen zum vermögensrechtlichen Schadensausgleich in besonderen Fällen.

## Geänderte Gesetze
Das Einsatzversorgungsgesetz betraf folgende Gesetze, die entsprechend angepasst wurden:
- Beamtenversorgungsgesetz
- Soldatenversorgungsgesetz
- Soldatengesetz
- Siebtes Buch Sozialgesetzbuch - Gesetzliche Unfallversicherung -
- THW-Gesetz

## Inkrafttreten
Das Gesetz trat überwiegend zum 1. Dezember 2002 rückwirkend in Kraft. Damit wollte der Gesetzgeber sicherstellen, dass die betroffenen Soldaten bzw. deren Hinterbliebenen, die beim Hubschrauberabsturz am 21. Dezember 2002 in Kabul verletzt bzw. getötet wurden, die gesteigerten Versorgungsleistungen nachträglich erhalten können.

## Einsatzversorgungs-Verbesserungsgesetz
Mit dem Einsatzversorgungs-Verbesserungsgesetz (EinsatzVVerbG) wurden zum 13. Dezember 2011 verschiedene Regelungen verbessert und aktualisiert, die zuvor durch das Einsatzversorgungsgesetz eingeführt worden waren.